# Сакаі Хідео
Сакаі Хідео (яп. 堺井 秀雄, нар. 10 червня 1909, Осака — пом. 3 червня 1996, Хьоґо) — японський футболіст, що грав на позиції нападника.

## Клубна кар'єра
Грав за команду Kwangaku Club.

## Виступи за збірну
Дебютував 1934 року в офіційних матчах у складі національної збірної Японії. У формі головної команди країни зіграв 3 матчі. Був учасником Far Eastern Championship Games 1934 року.

## Статистика
Статистика виступів у національній збірній.
| Збірна Японії | Збірна Японії | Збірна Японії |
| Роки          | Ігри          | голи          |
| ------------- | ------------- | ------------- |
| 1934          | 3             | 0             |
| Усього        | 3             | 0             |